# Kong Linghui
Kong Linghui (chinês simplificado: 孔令辉) (Heilongjiang, 18 de outubro de 1975) é um ex-mesa-tenista campeão mundial e olímpico.

## Biografia
Durante os anos de 1989 a 1993, os jogadores europeus (principalmente os suecos) quebraram a hegemonia chinesa no esporte. Os suecos conseguiram no período três títulos mundiais por equipes e dois individuais. Os chineses viram que o estilo caneta com borracha de pino curto não funcionava mais.
Com isto, os chineses passaram a criar jogadores de estilo clássico com borrachas lisas, assim como os europeus. Entretanto só começaram a ser eficientes no estilo europeu com a vinda de Kong Linghui. Em 1995, Kong participa de seu primeiro mundial junto com seu companheiro Liu Guoliang. Kong surpreende a todos ao ganhar o título mundial diante de Liu. Na competição por equipes, os chineses recuperam a hegemonia chinesa perdida nos três mundiais anteriores.
Nos Jogos Olímpicos de Atlanta (1996), não consegue um bom resultado individual, mas ganha a medalha de ouro nas duplas em parceria com Liu Guoliang.
Em 1997, a equipe chinesa consegue ser campeã mundial, e uma das poucas derrotas foi no confronto com a Suécia em que Kong perdeu para Waldner por 2x0. Na competição individual, Kong Linghui perde Vladimir Samsonov nas semifinais por 3x1, ficando em terceiro. Nas duplas, Kong e Liu repetem o feito de Atlanta, conseguindo dessa vez o título mundial ao derrotar os suecos Jörgen Persson e Jan-Ove Waldner por 3x2.
Em  1999, no individual é derrotado pelo sueco Jan-Ove Waldner por 3x2 nas quartas de finais do campeonato mundial e nas duplas conquista o segundo título seguido junto com seu parceiro Liu Guoliang.
Em 2000, no mundial por equipes (que foi o primeiro mundial que se separou a competição por equipes das competições individuais e de duplas), Kong perde um jogo de Jörgen Persson, mas ganha de Jan-Ove Waldner. Entretanto, isso não é suficiente. A equipe chinesa perde novamente para a equipe sueca na final. Ainda nesse ano, consegue ser medalhista de ouro na competição individual dos Jogos Olímpicos de Sydney. Porém Kong e Liu não conseguem repetir o feito nas duplas, sendo surpreendidos na final pela dupla Wang Liqin e Yan Sen.